# Frank Becking
Frank Becking (* 17. August 1955 in Hagen, Nordrhein-Westfalen) ist ein deutscher Gitarrist und Produzent, der besonders die Hagener Musikszene mitgeprägt hat. 

## Leben

### The Ramblers
Ab 1978 war er Gitarrist der Hagener Rockformation The Ramblers mit Hartwig Masuch als Sänger und Carlo Karges als Gitarrist; Musikexpress und Sounds berichteten über die Band. Die Ramblers tourten und traten mit ihrer zweiten Single am 25. Juni 1979 in die ZDF-Musikshow Disco auf. Am 29. August 1979 zeichnete der WDR in Köln eine Ramblers-Live-Show für die Konzertreihe Rockpalast auf. Nur Hartwig und Becking waren von der Urbesetzung übrig.

### The Stripes, Ina Deter Band, Stefan Kleinkrieg
Noch während seiner Zeit bei den Ramblers produzierte Frank Becking die erste Single Ecstasy der ebenfalls aus Hagen stammenden New-Wave-Band The Stripes, deren Sängerin Nena war. Der Song wurde Ende 1979 veröffentlicht. Becking war mit von der Partie, als The Stripes am 16. Februar 1981 mit ihrer dritten Single Tell me your name einen Auftritt in der ZDF-Disco hatten.
1983 gehörte Becking für kurze Zeit zur Ina Deter Band. 1984 war er an Bord des ersten Soloprojekts des Extrabreit-Gitarristen Stefan Kleinkrieg.

### The Riffs, Riff

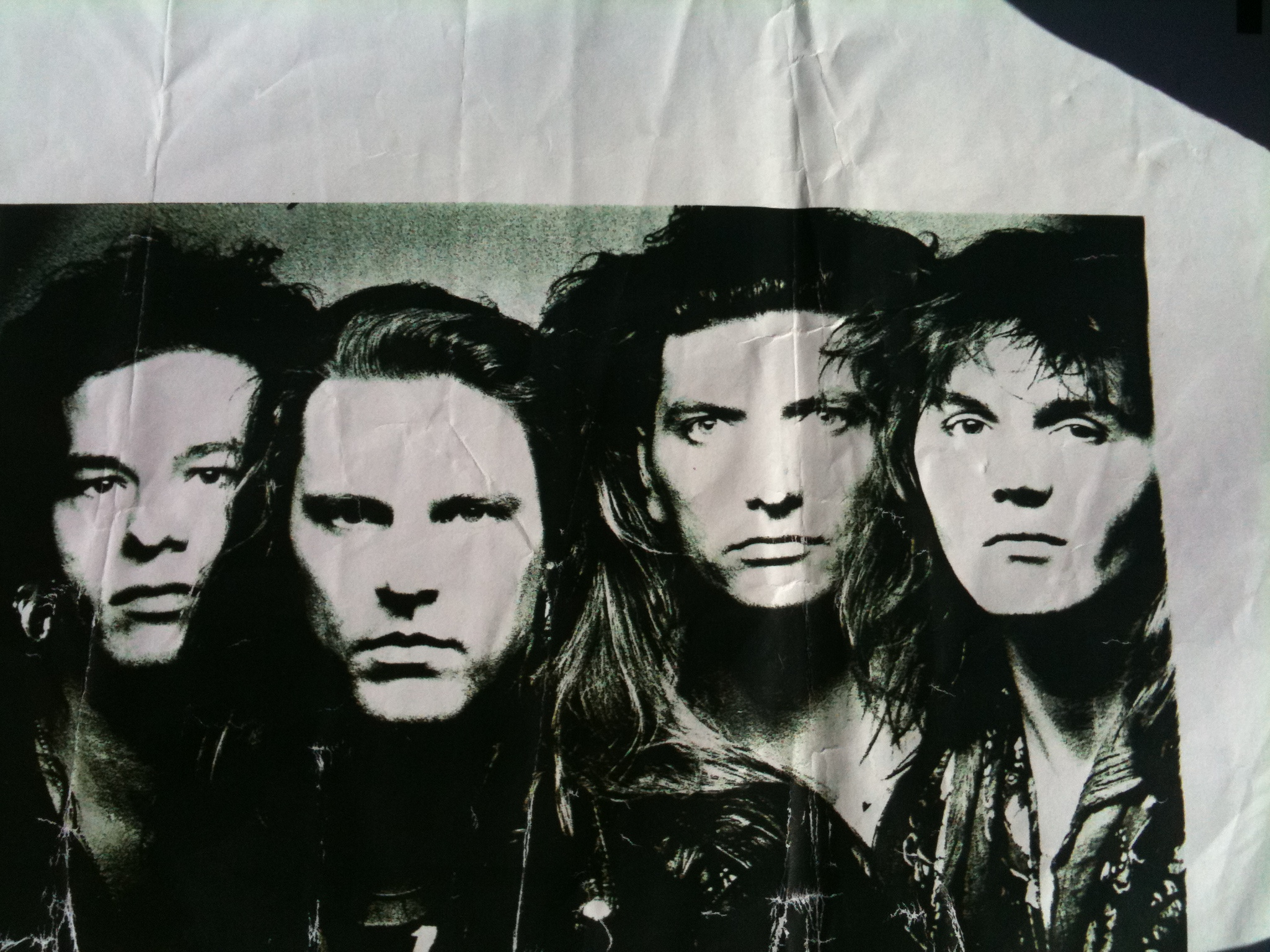
Die Band Riff 1990 mit Frank Becking (rechts)

1985 gründete Becking zusammen mit Volker Britz (Schlagzeug) und Burkhard Westerhoff (Bass) die zunächst als Trio fungierende Combo The Riffs. in der Becking auch sang, bis er 1986 vom aus Newcastle stammenden William Lennox am Mikrofon abgelöst wurde. Zu diesem Zeitpunkt wurde der Bandname auf „Riff“ verkürzt.

### Nena
Ab 1992 wurde Becking für zwei Jahre  Bandmitglied der als Solokünstlerin auftretenden Nena; Bongo Girl war das im Oktober 1992 erschienene Album von Nena.
Zum 1994 erschienenen Nena-Album Und alles dreht sich steuerte Becking die Komposition Heimweh nach gestern bei.

### Dan, Hands Off Dan
Becking gründete 1995 mit der Sängerin und Saxophonistin Dan das Projekt Dan; die Gruppe nannte sich später Hands off Dan und tourte zuletzt 2014 durch Deutschland.  

## Privates
Frank Becking lebt in Berlin.

## Diskografie
- 1978: We Want the World (Single) – The Ramblers (Gitarre, Komposition)
- 1978: The Kids Are Back to Rock 'n' Roll (Single + LP) – The Ramblers (Gitarre, Komposition)
- 1979: Streetheat (LP) – The Ramblers (Gitarre, Komposition)
- 1979: Ecstasy (Single) – The Stripes (Produktion)
- 1980: Keep on Laughing (Single) – The Ramblers (Gitarre, Komposition)
- 1980: Out of Time (Single) – The Ramblers (Gitarre)
- 1980: Strange Life (LP) – The Ramblers (Gitarre, Komposition)
- 1980: Ihre größten Erfolge (LP) – Extrabreit (Gitarrensolo in „Junge, wir können so heiss sein“)
- 1982: Caprifischer (LP) – Caprifischer (Gitarre, Mix)
- 1983: Europa (LP) – Extrabreit (Co-Produzent)
- 1984: Remembering the Days (EP) – Days of Sorrow (Produktion)
- 1984: Heut' hält uns keiner auf (Single-B-Seite von Zwei Schritte) – Tirami Su (Komposition)
- 1984: Palermo (Titel der LP der Woche) – Extrabreit (Komposition)
- 1985: It's just all to dance to (LP) – Modern Dance (Co-Produzent)
- 1985: Walking on a Wire (Single) – The Riffs (Gitarre, Gesang, Komposition)
- 1985: Dancing on coloured Ice (Single/EP) – The Riffs (Gitarre, Gesang, Komposition)
- 1986: A thousand Faces (Single) – Days of Sorrow (Produktion)
- 1986: Always there (LP) – The Fact (Produktion)
- 1986: Fortune Teller (Single) – The Riffs (Gitarre, Komposition)
- 1989: All or nothing (Single) – Riff (Gitarre, Co-Produktion)
- 1989: No Mercy (Single) – Riff (Gitarre, Co-Produktion)
- 1989: Mission of Love (LP) – Riff (Gitarre, Co-Produktion)
- 1991: Fever (LP) – Crash N‘ Burn (Gitarre, Komposition)
- 1991: Hot like Fire (Single) – Crash N’ Burn (Gitarre, Komposition)
- 1992: Manchmal ist ein Tag ein ganzes Leben (Single) – Nena (Gitarre)
- 1992: Bongo Girl (LP) – Nena (Gitarre, Komposition)
- 1992: Conversation (Single) – Nena (Gitarre)
- 1993: Ohne Ende (Single) – Nena (Gitarre)
- 1993: Viel zu viel Glück (Single) – Nena (Gitarre)
- 1994: Hol‘ mich zurück (Single) – Nena (Gitarre)
- 1994: Und alles dreht sich (LP) – Nena (Gitarre, Komposition)
- 1994: Ich halt‘ dich fest (Single) – Nena (Gitarre)
- 1995: Weisses Schiff live (Single) – Nena (Gitarre)
- 1995: Nena live (LP Bongo Girl Tour 1993) – Nena (Gitarre)
- 1995: Ship of Dreams (Single) – DAN (Gitarre, Komposition, Produktion)
- 1995: My Love has turned to Hate (Single) – DAN (Gitarre, Produktion)
- 1995: Next Week (LP) – Paradocs (Produzent, Mixer)
- 1995: You’ve gotta choose (Single) – Paradocs (Produzent)
- 1996: Come when you wanna (LP) – DAN (Gitarre, Komposition)
- 1996: Viel zu blond (LP) (Titel aus dem Album Jeden Tag – Jede Nacht) – Extrabreit (Komposition)
- 1996: Demo (EP) – Die Ex-Perten (Produzent)
- 1997: Everyone’s a Winner (Single) – Peal (Produzent, Mixer)
- 1999: Do-O-Shite (Single) – Jasmin Tabatabai (Produzent)
- 2002: Komm mit (LP) – Hannes Orange (Produzent)
- 2008: Schöner als die Weisheit (LP) – Superleutnant (Produzent)
- 2008: Blue (LP) – Hands off Dan (Gitarrist)